# Orden de San Jorge (Hungría)

Escudo de la Orden de San Jorge

La sociedad húngara conocida como la Orden de San Jorge (en latín, Societas militae Sancti Georgii; en húngaro, Szent György lovagrend) fue una orden militar cristiana de caballeros fundada en el Reino de Hungría en la Edad Media en el Siglo XIV por el rey Carlos I Roberto de Hungría. La Orden de San Jorge fue la primera de carácter laico fundada en el mundo en 1326, puesto que las demás (orden templaria, teutónica, hospitalaria) eran de naturaleza eclesiástica. La orden húngara existió bajo los reinados de Carlos I Roberto de Hungría, su hijo Luis I de Hungría y un breve periodo bajo María I de Hungría. 

## Antecedentes

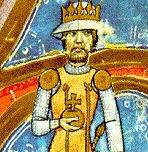
Rey Carlos I Roberto de Hungría, fundador de la orden

A finales del siglo XIII, el reino húngaro sufría una crisis, en la que los monarcas de la Casa gobernante de Árpad habían quedado opacados ante el creciente poder feudal de los  húngaros. Carlos Martel, hijo del rey Carlos II de Nápoles y Sicilia y María de Hungría, Reina de Nápoles, era nieto por vía materna del fallecido Esteban V de Hungría (1239 - 1272). Al morir Esteban V, le sucedió su hijo Ladislao IV, quien reinó hasta ser asesinado en 1290. De inmediato, Carlos Martel se apresuró a reclamar el trono de su fallecido tío Ladislao IV, pero fue rechazado ante la llegada de Andrés III, quien resultó ser el último miembro varón de la dinastía. Carlos Martel nunca obtuvo el trono húngaro, pero su hijo pronto se impuso luego de la muerte de Andrés III y fue coronado como Carlos I Roberto de Hungría en 1301.
A partir de este momento, Carlos Roberto debió enfrentar a los nobles húngaros que amenazaban el poder real desde hacía ya varias décadas. Entre los más poderosos se hallaban: Mateo Csák, Ladislao Kán, Jacobo Borsa el Calvo y los hijos del fallecido Amadeo Aba, quienes eran amos de enormes territorios en el reino.
En 1311 murió Amadeo Aba, y el poder y sus territorios pasaron a manos de sus hijos, quienes mantuvieron la postura hostil de su padre contra el rey. Luego de incontables enfrentamientos armados, Carlos Roberto los venció en la Batalla de Rozgony el 15 de julio de 1312 y de esta manera, para la década de 1320 el poder real ya se distribuía nuevamente por el reino. 
Tras casi dos décadas, la aristocracia húngara cambió, y surgieron nuevos apellidos nobles: Nekcsey, Drugeth, Lackfi, Szécsényi, Báthory, Bebek, Kállay, Garai, Kanizsai, Szécsi entre otros, los cuales apoyaban al rey y obtuvieron la nobleza por luchar contra los nobles que se oponían al poder real. De esta forma en 1326 se fundó la Orden de San Jorge, integrada por 50 caballeros, que juraron lealtad a Carlos Roberto y al reino húngaro.
En el documento original quedó sentado que esta orden fue bendecida por el trigésimo tercer arzobispo de Esztergom Boleslao Piast, así como por Nicolás, el obispo de Győr, Juan el obispo de Nitra, Ladislao, el obispo de Pécs, Pedro, el obispo de Bosnia, Lorenzo, el obispo de Vác, Csanadinus, el obispo de Eger y por Enrique, el obispo de Veszprém.

## Fundación y objetivos

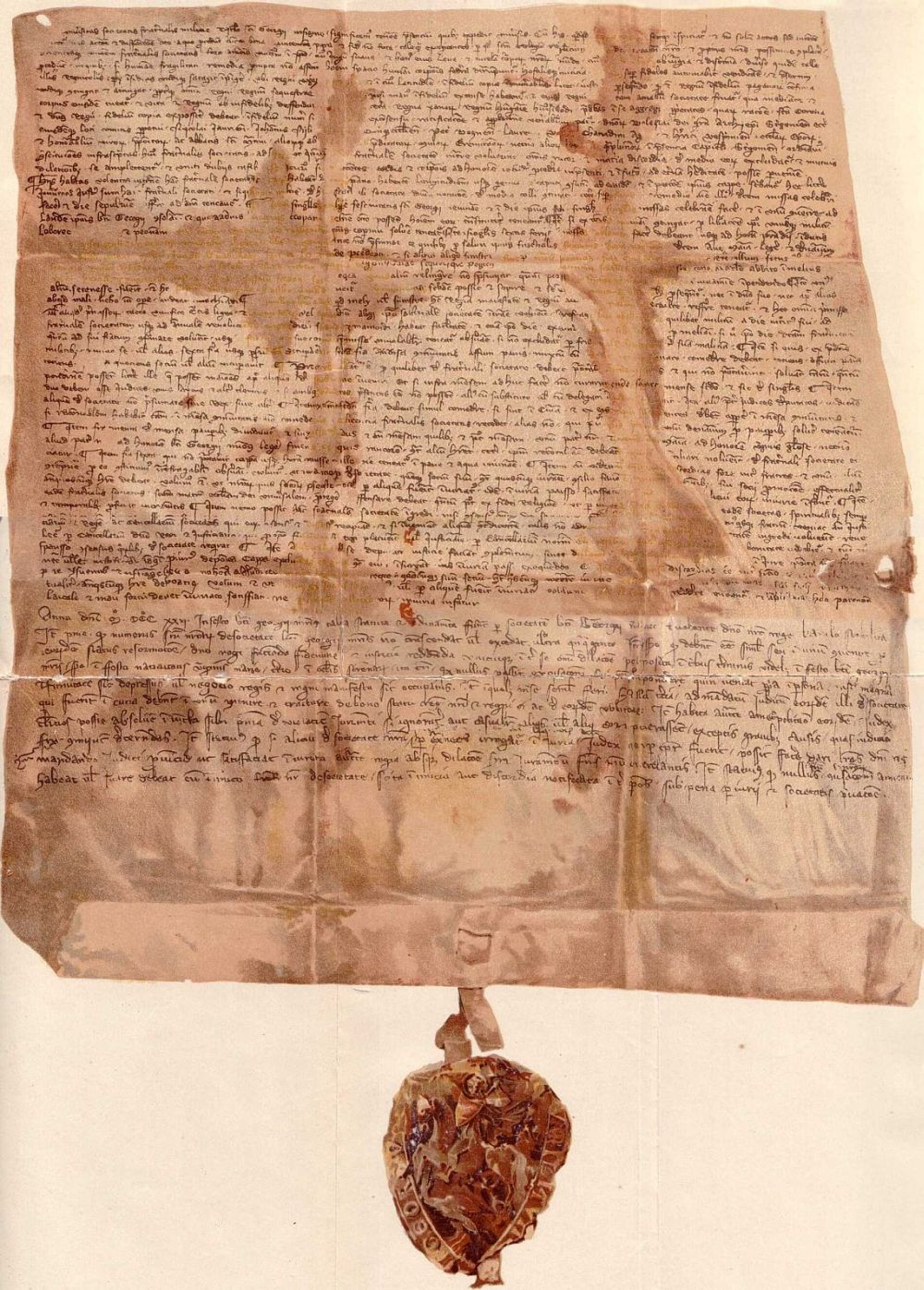
Documento original de la fundación de la Orden en 1326

El estatuto de la Orden fue revelado el 24 de abril de 1326, el día de San Jorge, por el rey Carlos I Roberto de Hungría, en presencia de Boleszló, el arzobispo de Esztergom y los obispos húngaros en la ciudad de Visegrado. Sin embargo, muchos investigadores afirman que la orden fue fundada tres años antes de lo establecido.
Los caballeros debían llevar a cabo tareas laicas y eclesiásticas, al servicio de la corona húngara y el rey legítimo. De sus tareas eclesiásticas se traducía que debían proteger el Cristianismo de cualquier atacante pagano de la época, proteger la celebración de las fiestas religiosas, e igualmente defender a los débiles y pobres. Ellos protegían al rey y a los miembros de su corte, y en varias ocasiones protegieron la Santa Corona Húngara, como cuando en 1323 fue llevada a la ciudad de Visegrád. Por otra parte, los caballeros también debían velar por el cumplimiento de las reglas en las justas medievales reales.
La Orden fue creada para que la nueva aristocracia y el poder real se acercasen el uno al otro y se mantuviesen comprometidos, así como para mantener cohesión entre los propios nobles, haciéndose mucha énfasis en el concepto de fraternitas. Los viernes se realizaban las reuniones y debían presentarse con capas negras largas hasta las rodillas y habiendo ayunado, no debían insultarse entre sí los miembros, y en caso de haber sufrido una pérdida familiar o personal, lo esperado era que se apoyasen y consolasen el uno al otro según estipulaba la carta de fundación de la sociedad. La Orden propiamente nunca fue disuelta, aunque décadas más tarde perdió mucha importancia y protagonismo. En el extranjero, las otras órdenes quedaron como entes de carácter eclesiástico, donde sus Grandes Maestres fueron elevados al rango de Príncipes por el Papa.
En sus inicios, el reglamento interno de la orden no contenía el derecho a nombramiento de caballero, pues solo podían ser miembros aquellos que ya eran caballeros. Igualmente, la orden tampoco tuvo Gran maestre, sino que contó con un canciller y con dos jueces principales. Entre 1326 y 1344, la orden podía aceptar un solo miembro, y su máximo no podía exceder los 50. Para aceptar a alguien en la orden todos los miembros debían estar de acuerdo. El primer canciller de la Orden fue Tomás Szécsenyi, Nádor de Hungría y voivoda de Transilvania, así como el primer juez secular fue Demetrio Nekcsei y el primer juez eclesiástico fue Csanád Telegdi, obispo de Eger.

## Miembros fundadores de la Orden el 24 de abril de 1326[1]
- Tomás Szécsenyi. Nádor de Hungría, voivoda de Transilvania.

- Demetrio Nekcsei. Chambelán del Rey.

- Csanád Telegdi. Obispo de Eger.

- Pablo Ártándy. Caballero de la corte.

- Esteban Rozgonyi. Caballero de la corte.

- Ladislao Rozgonyi. Caballero de la corte.

- Domonkos Bebek de Pelsőcz. Caballero de la corte.

- Juan Bornemissza de Karthal. Caballero de la corte.

- Nicolás Csém . Caballero de la corte.

- Tomás Dalmady. Caballero de la corte.

- Dancs Kövecsei. Ispán de Zólyom.

- Francisco Décsy. Caballero de la corte.

- Nicolás Dörögdi de Dörögd. Praepositus de la Iglesia católica de Bratislava.

- Juan Drágffy de Szentgyörgy y Verebély. Ispán principal de la región de Ugocsa.

- Felipe Drugeth de Geren y Homonna.

- Juan Drugeth de Geren y Homonna. Ispán.

- Guillermo Drugeth de Geren y Homonna. Ispán.

- Nicolás Garai de Gara (Abuelo de Nicolás Garai, futuro Nádor de Hungría). Maestro de caballerías.

- Pablo Garai de Gara. Ispán principal.

- Nicolás Gilétfi. Caballero de la corte.

- Esteban Maróti (Gút-Keled). Caballero de la corte.

- Lorenzo Hédervári. Caballero de la corte.

- Nicolás Herczegh de Zekchew y Zilah. Caballero de la corte.

- Felipe Kórógyi. Caballero de la corte.

- Esteban Ákos. Obispo de Veszprém.

- Juan III. Obispo de Nitra.

- Ladislao Kanizsai. Caballero de la corte.

- Lorenzo Kanizsai. Caballero de la corte.

- Pedro Keglevics de Buzin. Caballero de la corte.

- Kolos, hijo del amo Kolos.

- Alejandro Köcski. Juez nacional.

- Andrés Kőszegi. Señor de las regiones Oestes del reino.

- Esteban Lackfi. 33. Lackfi István bán

- Nicolás Laki de Hathalm y Dáka.

- Tomás Losonczi. Caballero de la corte.

- Nicolás Merse de Szinye. Caballero de la corte.

- Pedro Merse de Szinye. Caballero de la corte.

- Ladislao Móré de Csula y Dada. Caballero de la corte.

- Pablo Nagymartoni. Ispán.

- Julio Rozgonyi, el hijo de Rénold Rozgonyi, Nádor de Hungría . Caballero de la corte.

- Pedro Sebesi. Caballero de la corte.

- Dionisio Szécsi de Szilágy y Szécs. Caballero de la corte.

- Desiderio Szécsi de Szilágy y Szécs. Caballero de la corte.

- Ladislao Szénás. Caballero de la corte.

- Clemencio Tarkövi. Caballero de la corte.

- Ladislao Tarkövi. Caballero de la corte.

- Pablo Tomory. Caballero de la corte.

- Lorenzo Újlaki. Caballero de la corte.

- Feliciano Zách. Caballero de la corte.

- Ladislao Zichy de Zich y Vásonkeő. Caballero de la corte.

## Situación legal de la Orden a través de los siglos y en la actualidad
En el Siglo XIV, el rey Segismundo de Hungría fundó la Orden del Dragón para defender el reino de los invasores turcos otomanos. En su carta de reglamento se hacen menciones de la orden prácticamente inactiva para la época, convirtiéndose la Orden del Dragón en una suerte de sucesora. La Orden de San Jorge jamás fue suspendida durante el periodo comunista. Sin embargo, tampoco operó, estuvo en estado latente. A partir de 1990, luego de la caída de la cortina de hierro, la Orden fue renovada por historiadores y arqueólogos según las investigaciones y escritos medievales húngaros. De esta manera, a partir del 28 de marzo del 2001, la orden goza de reconocimiento internacional luego de varios siglos de inactividad, y es considerada un legado hereditario e histórico de la ciudad de Visegrád.

## El símbolo de la orden
El símbolo de la Orden es un escudo de fondo rojo, con una cruz doble ortodoxa blanca en el centro. En la parte superior del escudo se hallan las siglas I.V.I.S.H.F.S., las cuales significan en latín: „ IN VERITAE IUSTUS SUM HUIC FRATERNALI SOCIETATI „ (Soy Justo con la Verdad hacia esta Sociedad Fraternal).